# Ceylon-olifant
De Ceylon-olifant of de Sri Lankaanse olifant (Elephas maximus maximus) is de ondersoort van de Aziatische olifant die op Sri Lanka leeft. Ze zijn ook het donkerst en het zwaarst van de ondersoorten van de Aziatische olifant. Hij valt verder op omdat vaak de slagtanden bij de bullen ontbreken en omdat ze vaker pigmentloze plekken op de huid hebben.

## Kenmerken

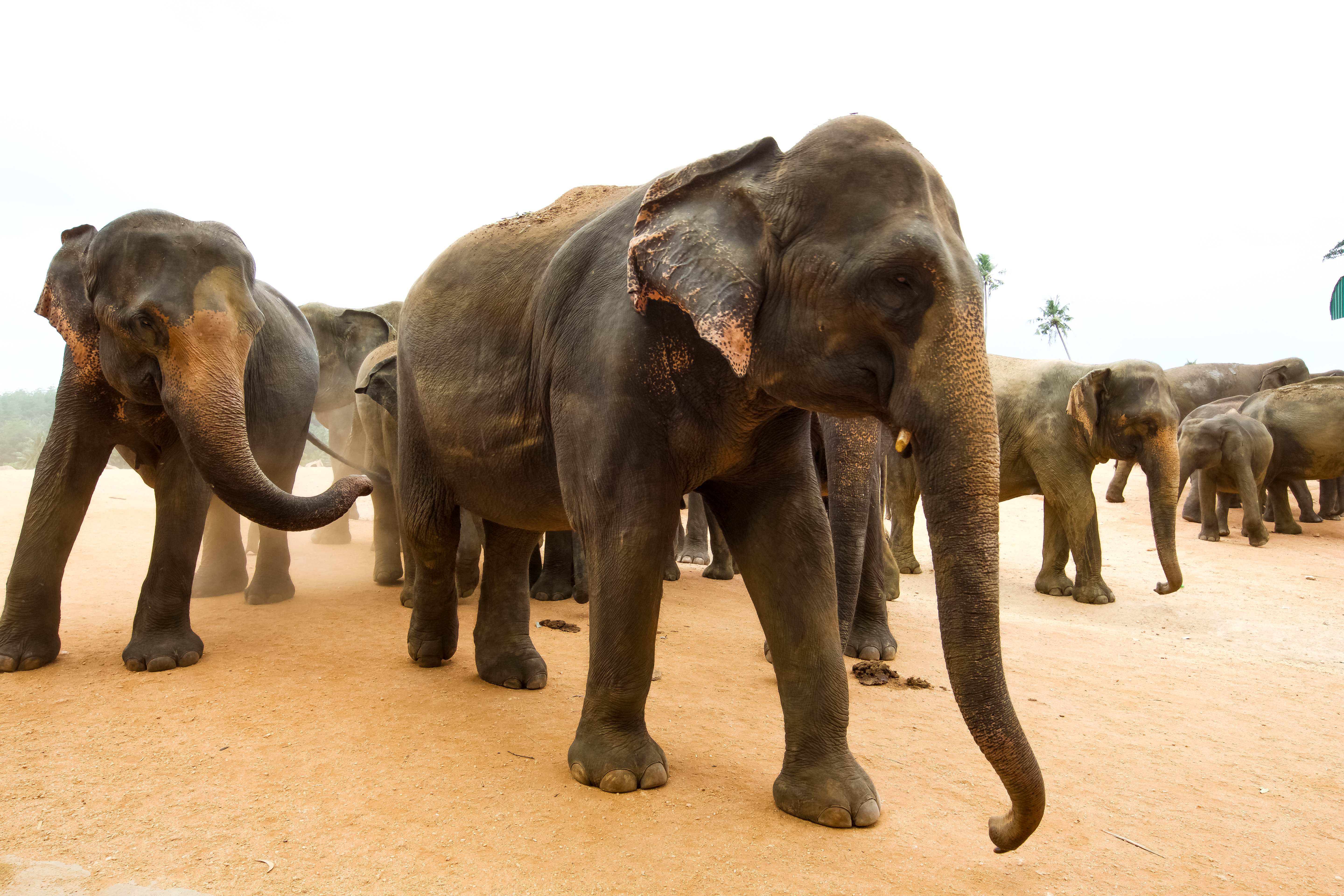
Typische Ceylon-olifanten, met duidelijk de pigmentloze plekken op neus en oren en de donkere huid

Over het algemeen zijn Aziatische olifanten kleiner dan Afrikaanse olifanten. De punt van hun slurf heeft één vingerachtig uitstulpsel. Hun rug is bol of vlak. Vrouwtjes zijn meestal kleiner dan mannetjes. Sommige mannetjes hebben slagtanden.

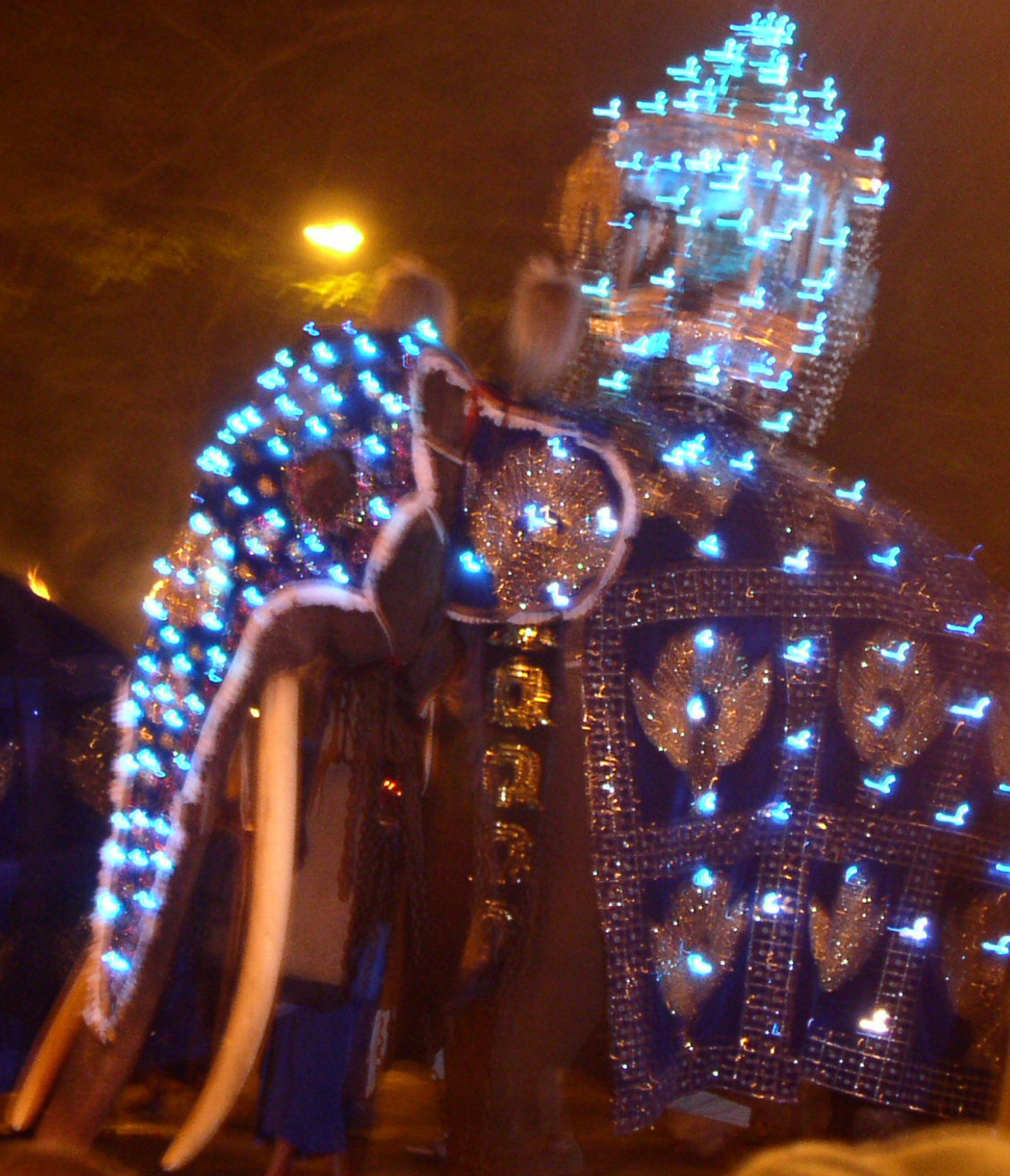
Millangoda Raja, de olifant met de langste slagtanden

Sri Lankaanse olifanten zijn de grootste ondersoort van de Aziatische olifant en bereiken een schouderhoogte van tussen 2 en 3,5 m, wegen tussen 2.000 en 5.500 kg en hebben 19 paar ribben. Hun huidskleur is donkerder dan die van de Indische en Sumatraanse olifanten met grotere en duidelijkere depigmentatievlekken op de oren, het gezicht, de romp en de buik. Slechts 7% van de mannetjes heeft slagtanden. Gemiddelde slagtanden van volwassen Ceylon-olifanten groeien tot ongeveer 1,8 meter en kunnen tot 35 kg wegen. De langste slagtanden van 229 centimeter lang werden gevonden in de olifant genaamd Millangoda Raja (1938-30 juli 2011).
De onderscheiding van de Ceylon-olifant van de Indische olifant als een aparte ondersoort wordt zwak ondersteund op basis van analyse van allozyme-loci van het DNA, maar op basis van het mitochondriaal DNA zijn deze ondersoorten niet van elkaar te onderscheiden.

## Verspreiding en leefgebied

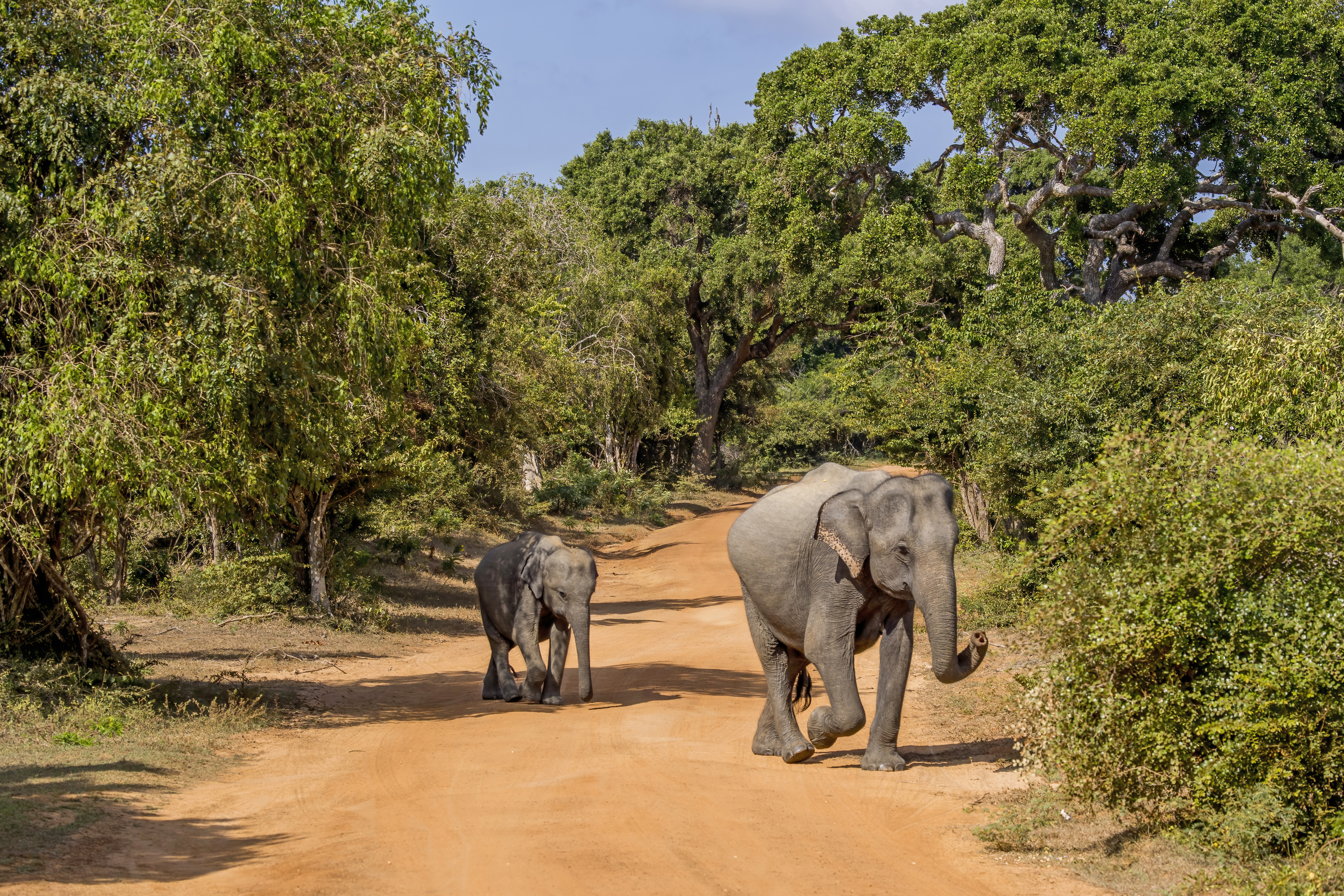
Moeder met kalf in Yala National Park

Sri Lankaanse olifanten komen voornamelijk voor in de laaglanden van de droge zone, waar ze nog relatief wijdverspreid voorkomen in het noorden, oosten en zuiden van Sri Lanka. In het hoogland bestaat nog een kleine overgebleven populatie in Peak Wilderness Sanctuary. In de natte zone van het land zijn olifanten afwezig. De olifant komt voor in 2 grote beschermde gebieden (nationale parken Wilpattu en Ruhuna), maar veel beschermde gebieden in het leefgebied zijn kleiner dan 50 km2 en dus te klein voor het territorium van een olifantenkudde. Rondom de Mahaweli-rivier zijn een aantal kleinere beschermde gebieden met elkaar verbonden, wat heeft geresulteerd in een aaneengesloten olifantenhabitat met een oppervlakte van 1172 km². Desalniettemin is 65% van het leefgebied van de olifanten op Sri Lanka niet beschermd.

### Voormalig leefgebied
In het recente verleden waren olifanten wijdverspreid op Sri Lanka, van zeeniveau tot in de hoogste bergketens. Ze kwamen voor in de droge zone, de natte zone en de koude vochtige bergbossen. Gedurende de koloniale periode, van 1505 tot 1948, zijn de bossen van de wet zone omgezet in commerciële landbouwgronden en werd dit gebied dichtbevolkter bewoond door mensen. Tot 1830 waren er zo veel olifanten, dat hun uitroeiing werd aangemoedigd door de regering en werden er beloningen uitgedeeld voor elke gedode olifant. In de eerste helft van de 19e eeuw werden de bergbossen op grote schaal gekapt voor de productie van koffie en thee. De olifantenpopulatie in de bergen werd uitgeroeid.
Tijdens de Britse overheersing van Sri Lanka werden veel stieren gedood door trofeejagers. Van een van de majoors van het Britse leger wordt gezegd dat hij meer dan 1.500 olifanten heeft neergeschoten, en van twee anderen is bekend dat ze elk de helft van dat aantal hebben neergeschoten. Veel andere jagers hebben in deze tijd ongeveer 250 tot 30 dieren afgeschoten in deze tijd. Alleen al tussen 1829 en 1855 werden meer dan 6000 olifanten gevangengenomen en neergeschoten in opdracht van het koloniale Britse Rijk.
Aan het begin van de 20e eeuw waren olifanten nog steeds verspreid over een groot deel van het eiland. In het begin van de 20 eeuw werden in de droge zone megareservoirs aangelegd voor geïrrigeerde landbouw. Oude irrigatiesystemen werden hersteld en mensen gingen weer meer in de droge zone wonen. Deze ontwikkeling kwam in een stroomversnelling na de onafhankelijkheid in 1948. Als gevolg hiervan raakte het leefgebied van olifanten in de droge zone ernstig versnipperd.

### Populatietrends
De grootte van de populaties wilde olifanten op Sri Lanka werd ingeschat op:
- 19.500 in het begin van de 19e eeuw;[13]
- 10.000 in het begin van de 20e eeuw;[14]
- 7000 tot 8000 in 1920;
- tussen 1745 en 2455 individuen in 1969;[15]
- tussen 2500 en 3435 individuen in 1987;[15]
- 1967 individuen in juni 1993, verspreid over 5 gefragmenteerde gebieden;[16]
- tussen 3150 en 4400 in 2000;[17]
- 3150 in 2006;
- 2900–3000 in 2007;
- 5879 in 2011, op basis van het tellen van olifanten bij waterpoelen in het droge seizoen;[18]
- 7500 in 2019.[19]

| Naam van het park    | Oppervlakte in km2 | Aantal olifanten |
| -------------------- | ------------------ | ---------------- |
| Wilpattu             | 1,316.9            | 100–150          |
| Ruhuna (Yala)        | 1,267.8            | 300–350          |
| Gal Oya              | 629.4              | 150–200          |
| Maduru Oya           | 588.5              | 150–200          |
| Victoria-Randenigala | 400.8              | 40–60            |
| Somawathiya          | 377.6              | 50–100           |
| Wasgomuwa            | 377.1              | 150–200          |
| Madhu road           | 346.8              | 100–200          |
| Udawalawe            | 308.2              | 150–200          |
| Peak Wilderness      | 223.8              | 50–60            |
| Flood Plains         | 173.5              | 50–100           |
| Sinharaja            | 88.6               | 10–50            |
| Minneriay-Giritale   | 66.9               | 300–400          |
| Bundala              | 62.1               | 80–100           |
| Lahugala-Kitulana    | 15.5               | 50–100           |

## Ecologie en gedrag
Olifanten zijn megaherbivoren, die tot 150 kilogram aan plantaardig materiaal per dag verbruiken. Als generalisten voeden ze zich met een grote diversiteit aan voedselplanten. In het noordwesten van Sri Lanka voeden de dieren zich met 116 verschillende plantensoorten uit 35 families. Meer dan de helft van het dieet bestond hier uit niet-bomen. Meer dan 25% van de plantensoorten behoorden tot de familie Leguminosae en 19% behoorde tot de familie van de grassen. Jongere olifanten voeden zich voornamelijk met grassoorten.
In regenererende bossen zijn er voedselbronnen in overvloed voor de olifanten, maar in intacte bossen is de geschikte voedseldichtheid laag. Traditionele slash-and-burn-landbouw creëert een optimale leefomgeving voor olifanten door successie in de vegetatie te bevorderen.
Vrouwtjes en kalveren vormen over het algemeen kleine losjes geassocieerde sociale groepen zonder de hiërarchische structuur die de Afrikaanse savanneolifant wel kent. Op sommige locaties, zoals het Minneriya National Park, verzamelen zich echter honderden individuen tijdens het droge seizoen, wat suggereert dat het groepsgedrag flexibel is en afhankelijk is van het seizoen en de plaats.
Zoals alle Aziatische olifanten communiceert de Sri Lankaanse olifant met behulp van visuele, akoestische en chemische signalen. Er zijn ten minste veertien verschillende vocale en akoestische signalen beschreven, waaronder enkele laagfrequente oproepen die infrasone frequenties bevatten.

## Relatie met de mens

### Cultuur en symbolisme

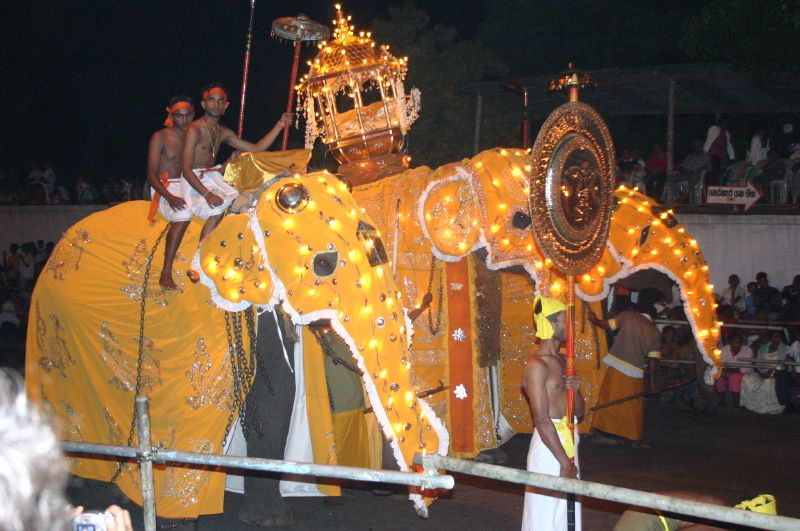
Sri Lankaanse olifanten tijdens de traditionele optocht Esala Perahera

Olifanten waren gedurende meer dan tweeduizend jaar een veelvoorkomend element in de heraldiek van de Singalezen en Tamils die op het eiland leefden en dit bleef zo tijdens de Britse koloniale overheersing. Het wapen van Brits-Ceylon bevatte een olifant en vandaag de dag gebruiken veel instellingen de Sri Lankaanse olifant in hun insignes.
Er bestaat al meer dan tweeduizend jaar een belangrijke culturele symbiose tussen de olifant en de mens - geen enkele religieuze bijeenkomst was compleet zonder de aanwezigheid van olifanten, en veel grote boeddhistische tempels en hindoeïstische tempels in Sri Lanka hadden hun eigen olifanten.

### In gevangenschap

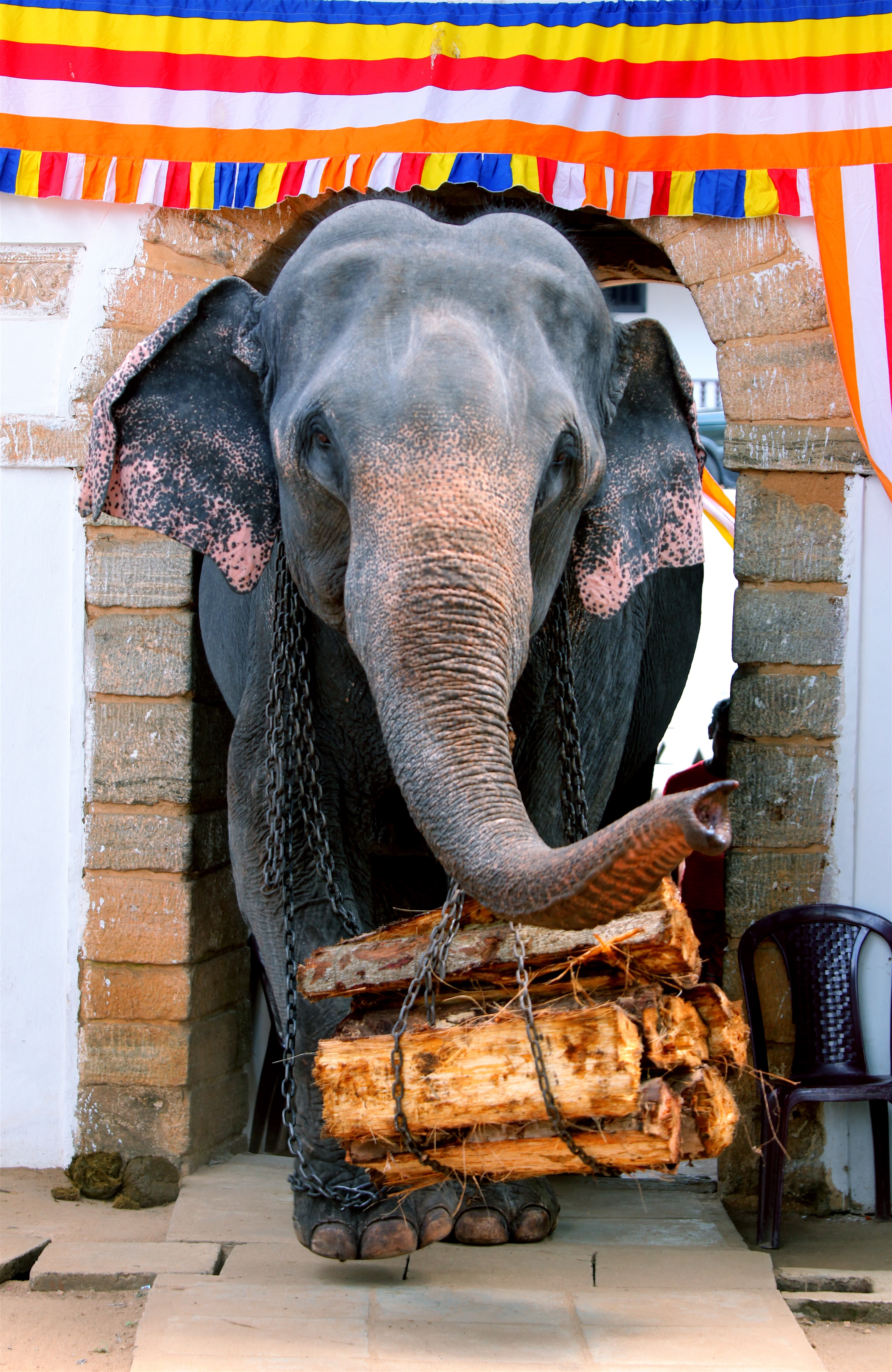
Sri Lankaanse werkolifant

Sinds onheuglijke tijden zijn olifanten door de oude koningen gedomesticeerd voor gebruik als werkolifanten en oorlogsolifanten in Sri Lanka. Honderden jaren lang werden olifanten van het eiland geëxporteerd, tot in het Portugese en Nederlandse koloniale tijdperk. De Britten exporteerden geen olifanten, maar gingen in plaats daarvan jagen op wilde olifanten en vingen ze om te gebruiken als werkdieren. Er werden evenementen georganiseerd om grote kuddes olifanten te kunnen vangen, wat de olifantenkraal genoemd werd. De vangst van wilde olifanten werd in 1937 gereguleerd onder de "Fauna and Flora Protection Ordinance", met de afgifte van vergunningen voor het vangen van wilde olifanten.
De praktijk van de olifantenkraal stopte in 1950, waarna het aantal gedomesticeerde olifanten begon af te nemen, van 532 olifanten in 1970 tot 344 in 1982. Deze gedomesticeerde olifanten werden voornamelijk gebruikt als werkolifanten en voor culturele optochten. In de afgelopen jaren is de gedomesticeerde olifantenpopulatie verder gedaald, doordat de behoefte aan hun arbeid het wijdverbreide gebruik van tractoren heeft doen afnemen. Ze blijven echter in gebruik op terrein dat niet toegankelijk is voor voertuigen voor houtkap en worden gebruikt voor toerisme. Het bezit van olifanten is zeer prestigieus onder Singalezen, als statussymbool en er zijn oproepen gedaan om weer toestemming te krijgen om wilde olifanten te vangen. Ook zijn er oproepen gedaan om verweesde wilde olifanten die door de overheid worden verzorgd, naar tempels te sturen om deel te nemen aan optochten. Fokken van olifanten in particulier bezit vindt niet plaats vanwege de lange periode van werkloosheid die ermee gepaard gaat.

### Bedreigingen

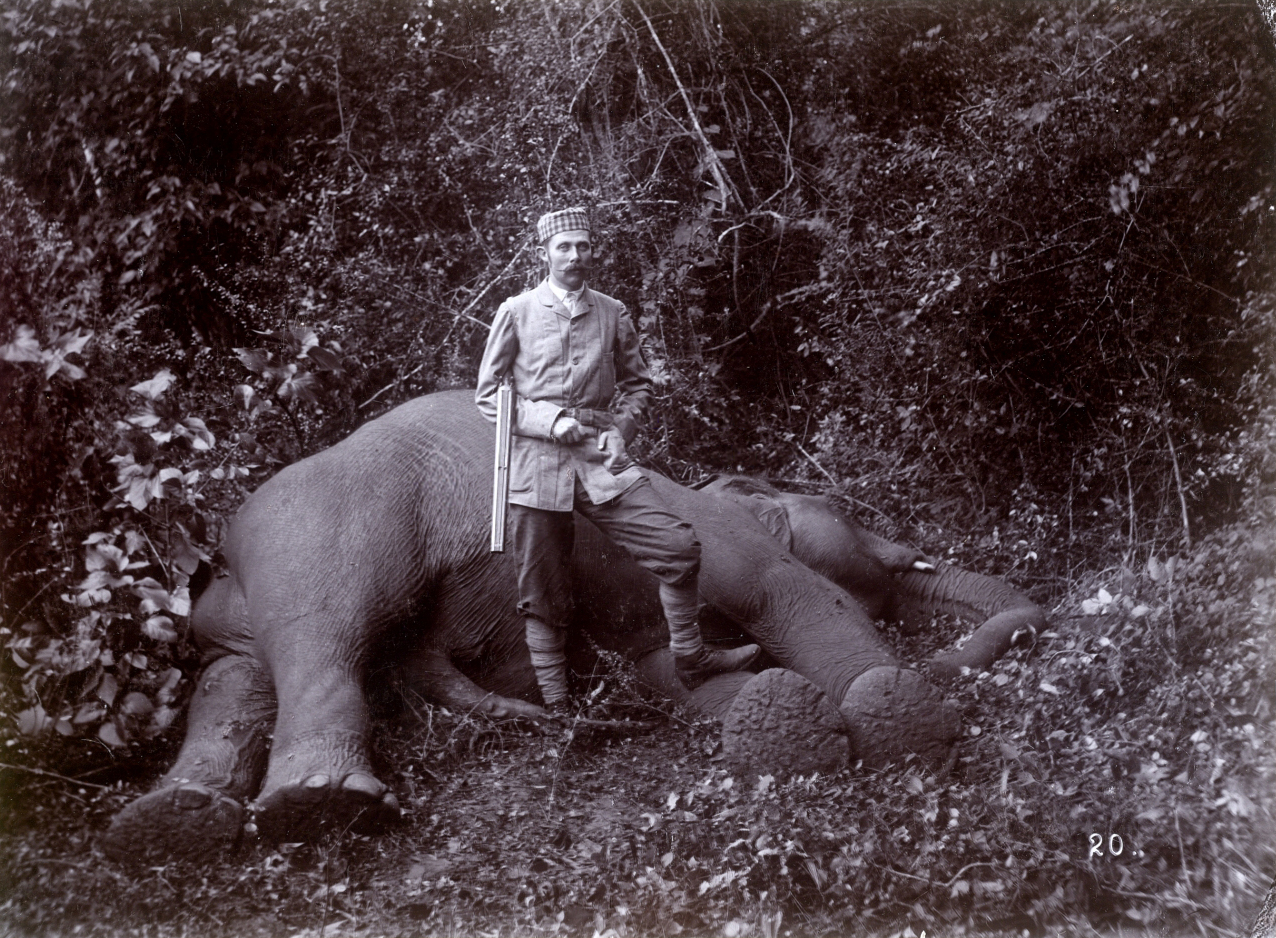
Frans Ferdinand van Oostenrijk-Este met een gestroopte olifant

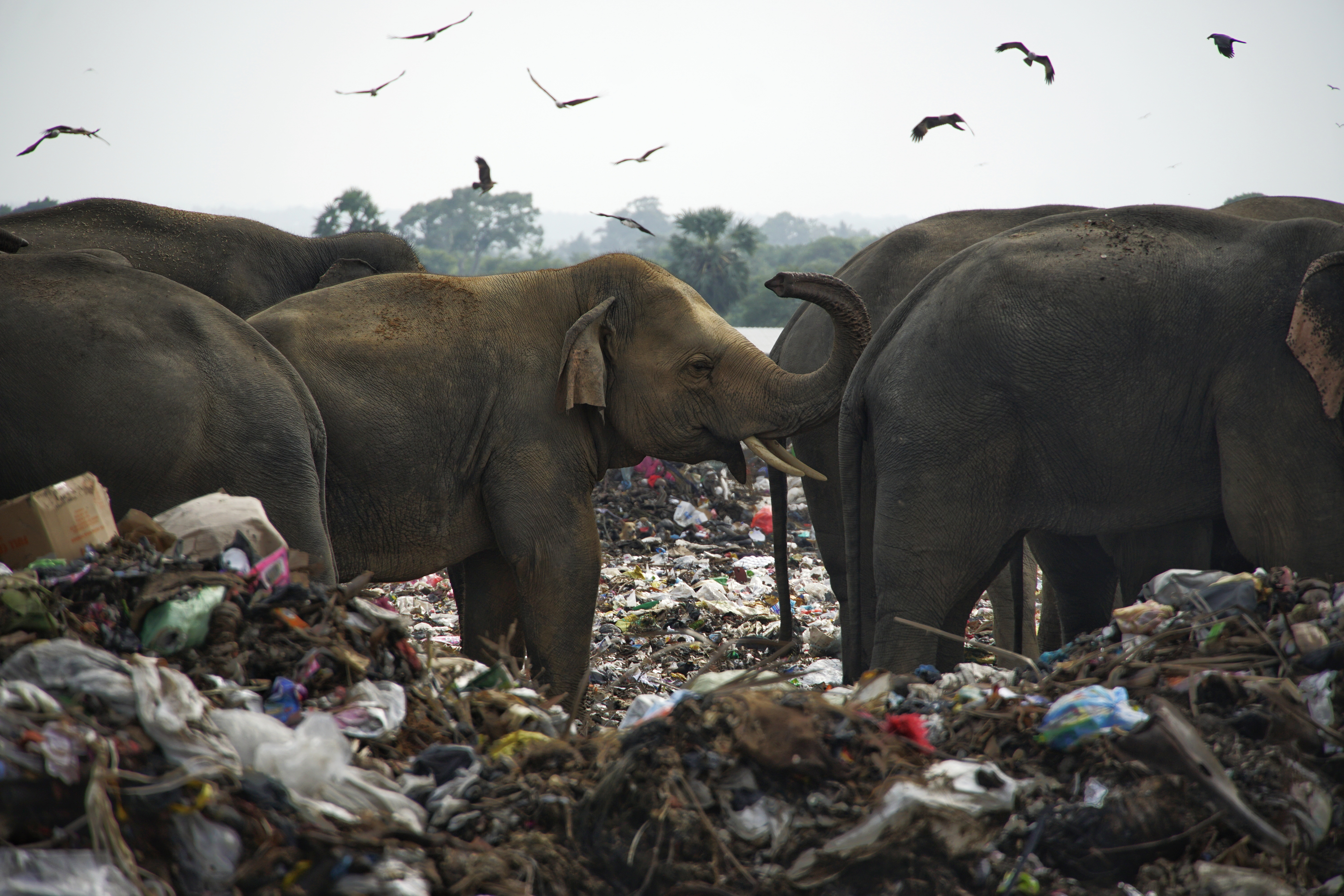
Een kudde Ceylon-olifanten in Ampara is door verdwijning van hun leefgebied volledig afhankelijk geworden van tractorafval

Tijdens de Sri Lankaanse burgeroorlog zijn er veel olifanten gewond geraakt of gedood door landmijnen. Tussen 1990 en 1994 stierven in totaal 261 wilde olifanten als gevolg van schotwonden en landmijnen. Verschillende olifanten stapten op landmijnen en raakten kreupel.
De grootste bedreiging voor Ceylon-olifanten komt van een groeiende menselijke populatie en de vraag naar land. Het verlies van aanzienlijke delen van het olifantenleefgebied is nog steeds bezig, met een aantal irrigatie- en ontwikkelingsprojecten die leiden tot de omzetting van meer olifantenleefgebied naar landbouwgrond en nederzettingen. Gezien de zeldzaamheid van slagtanden bij de Ceylon-olifant, vormt stroperij voor ivoor tegenwoordig geen grote bedreiging. Toch komt er nog steeds enige handel in ivoor voor. Kandy is geïdentificeerd als het centrum voor dergelijke illegale handel.
Olifanten worden gedood om gewassen en huizen te beschermen. Andere bedreigingen zijn ontbossing, droogte en hongersnood. Tijdens het droogteseizoen beschadigen veel olifanten landbouwgrond, terwijl ze zoeken naar voedsel. Tussen 1999 en eind 2006 werden jaarlijks bijna 100 wilde olifanten gedood in Sri Lanka. Sri Lanka is hiermee het land met het grootste aantal door de mens veroorzaakte olifantendoden per jaar.
| Jaar  | 2010 | 2011 | 2012 | 2013 | 2014 | 2015 | 2016 | 2017 | 2018 | 2019 | 2020 | Total |
| ----- | ---- | ---- | ---- | ---- | ---- | ---- | ---- | ---- | ---- | ---- | ---- | ----- |
| Doden | 227  | 255  | 250  | 206  | 239  | 205  | 279  | 256  | 258  | 405  | 318  | 2898  |

### Soortbehoud
De strategie voor het behoud van olifanten van de Sri Lankaanse overheid is gericht op het behoud van zoveel mogelijk levensvatbare populaties in een zo breed mogelijk scala aan geschikte habitats. Dit betekent het beschermen van olifanten zowel binnen het systeem van beschermde gebieden als buiten deze gebieden. Het beleid richt zich op het behouden van zoveel olifanten als het land kan ondersteunen en grondbezitters zullen accepteren. Ook zijn er twee opvangcentra voor gewonde olifanten in Sri Lanka.